# Zanjan
Zanjan uttal (fil) (persiska: زَنجان), eller Zäncan (azerbajdzjanska: Zəncan), är en stad i nordvästra Iran. Den är administrativ huvudort både för delprovinsen Zanjan och för provinsen Zanjan. Staden har cirka 430 000 invånare.